# 若山詩音
若山 詩音（わかやま しおん、1998年〈平成10年〉2月10日 - ）は、日本の女性声優、元子役。
千葉県出身。劇団ひまわり所属。

## 来歴
3歳の時に子役の姉の付き添いに行った際にスカウトされ、劇団ひまわりに入る。中学時代にプレイしたゲームがきっかけで声優への憧れを抱く。高校では美術部に所属し、美術予備校にも通っていた。大学では軽音楽サークルでベースを担当しており、『空の青さを知る人よ』で演じた相生あおいはベースを演奏する役だったが、オーディションの際に自身がベースを弾けることを話さず収録後にスタッフに伝えたという。
2023年、第17回声優アワードで、新人声優賞を受賞した。

## 人物
実用英語技能検定2級を有している。
高いところは苦手と述べている。
幼少期は特撮番組をよく観ており、魔法少女よりロボットに乗る方に憧れていた。また、叔父が好きであった『ウルトラセブン』の主題歌が家で流れていたりグッズが置いてあったという。
事務所の同期に1歳年上の宮本侑芽がおり、互いが3、4歳からの幼馴染であり、現在でもプライベートで飲みに行ったりスタジオを借りて二人でダンスをしたりする仲である。
2019年9月1日、メットライフドームで開催された埼玉西武ライオンズ対福岡ソフトバンクホークスの試合前の始球式を務め、ワンバウンドで捕手の森友哉に捕球された。

## 出演
太字はメインキャラクター。

### テレビアニメ
2006年
- RED GARDEN（アンナ〈幼少期〉）

2009年
- クッキンアイドル アイ!マイ!まいん!（2009年 - 2013年、きなこ）

2019年
- Dr.STONE（2019年 - 2022年、あずら） - 2シリーズ

2021年
- 無職転生 〜異世界行ったら本気だす〜（2021年 - 2024年、七星静香 / ナナホシ / サイレント・セブンスター） - 3シリーズ
- SSSS.DYNAZENON（南夢芽） - 2023年に劇場総集編公開
- さよなら私のクラマー（越前佐和）
- takt op.Destiny（運命、コゼット・シュナイダー）

2022年
- ハコヅメ〜交番女子の逆襲〜（川合麻依）
- 明日ちゃんのセーラー服（古城智乃）
- リコリス・リコイル（井ノ上たきな）
- 機動戦士ガンダム 水星の魔女（2022年 - 2023年、エナオ・ジャズ） - 2シリーズ
- クールドジ男子（2022年 - 2023年、S大女子、女性）

2023年
- ツルネ -つながりの一射-（学生、藤原沙絵）
- 陰の実力者になりたくて!（アンネローゼ・フシアナス）
- イジらないで、長瀞さん 2nd Attack（ネコバ）
- ワールドダイスター（受験者A）
- アリス・ギア・アイギス Expansion（パイロット）
- 好きな子がめがねを忘れた（三重あい）
- ゾン100〜ゾンビになるまでにしたい100のこと〜（ユカリ）

2024年
- ぽんのみち（徳富泉）
- 異修羅（リペル）
- 負けヒロインが多すぎる!（焼塩檸檬）
- 転生したらスライムだった件（カーチャ）
- NieR:Automata Ver1.1a（十三号）
- 甘神さんちの縁結び（2024年 - 2025年、甘神朝姫）
- ダンダダン（2024年 - 2025年、モモ〈綾瀬桃〉） - 2シリーズ
- トリリオンゲーム（2024年 - 2025年、水樹）

2025年
- もめんたりー・リリィ（薄墨ひなげし）
- ハニーレモンソーダ（藤田真鈴）
- 天久鷹央の推理カルテ（室田春香）
- 誰ソ彼ホテル（スマホ頭 / 有明なごむ）
- 九龍ジェネリックロマンス（メイドA）
- LAZARUS ラザロ（ハンナ）
- 光が死んだ夏（田所結希）
- フェルマーの料理（武蔵神楽）
- その着せ替え人形は恋をする Season 2（河西成蘭）
- 鬼人幻燈抄（野茉莉）
- ちゃんと吸えない吸血鬼ちゃん（鈴木舞美）

2026年
- 追放された転生重騎士はゲーム知識で無双する（ルーチェ・ルービス）
- 転生した大聖女は、聖女であることをひた隠す（フィーア・ルード）

時期未定
- ブレイド&バスタード（ベルカナン）
- 領民0人スタートの辺境領主様（アルナー）

### 劇場アニメ
- 空の青さを知る人よ（2019年、相生あおい[35]）
- さよなら私のクラマー ファーストタッチ（2021年、越前佐和[36]）
- グリッドマン ユニバース（2023年、南夢芽[37]）
- ふれる。（2024年[38]）
- 劇場版 イナズマイレブン 新たなる英雄たちの序章（2024年、伊村梨乃）

### OVA
- バンビ2 森のプリンス（2006年、とんすけの妹たち）
- フラグタイム（2019年）
- ガールズ&パンツァー 最終章（2023年、ヨウコ[39]）

### Webアニメ
- ガンダムビルドダイバーズRe:RISE（2019年 - 2020年、ムカイ・ヒナタ[40]）
- ブライト:サムライソウル（英語版）（2021年、ソーニャ[41]）
- 韻ふむふたり（2022年、椎名しおり[42]）
- 放課後のブレス（2023年、オハラ[43]）
- ネガティヴハッピィ（2024年、クロエ / 小鳥遊クロエ[44][45]）
- 『リコリス・リコイル』Friends are thieves of time.（2025年、井ノ上たきな[46][初出 1]）

### ゲーム
2021年
- ワールドフリッパー（サーリハ）
- アズールレーン（2021年 - 2023年、尾張、南夢芽）

2022年
- 白猫プロジェクト NEW WORLD'S（2022年 - 2023年、シルファ、井ノ上たきな）
- アッシュアームズ-灰燼戦線-（B-50、B-54）
- ドルフィンウェーブ（住乃絵紫苑）
- ブレイブソード×ブレイズソウル（夢幻クロウリー）
- グランドチェイス-次元の追跡者-（ガニメデ）

2023年
- マギアレコード 魔法少女まどか☆マギカ外伝（ヘルカ、井ノ上たきな）
- グランサガ（カエデ）
- タワーオブスカイ（ユーリス）
- イースX -NORDICS-（リラ）
- takt op. 運命は真紅き旋律の街を（運命〈コゼット〉）
- モンスターストライク（アンネローゼ・フシアナス）
- 勝利の女神:NIKKE（トーブ）

2024年
- ファイアーエムブレム ヒーローズ（2024年 - 2025年、フレスベルグ）
- 陰の実力者になりたくて！マスターオブガーデン（アンネローゼ・フシアナス）
- NieR Re[in]carnation（ヨルハ機体10H）
- グランブルーファンタジー（レリコ）
- アナザーエデン（マツリカ）
- 九魂の久遠（アリス）
- ゼンレスゾーンゼロ（エレン・ジョー）
- ラグナドール（井ノ上たきな）
- プロジェクトセカイ カラフルステージ! feat. 初音ミク（萩山結雨）
- 崩壊:スターレイル（雲璃）
- カルドアンシェル（アリス）
- プリンセスコネクト!Re:Dive（リーザ）
- 原神（藍硯)

2025年
- 逆転オセロニア（ウヅキ）
- クイズRPG 魔法使いと黒猫のウィズ（そのた）
- ファンタジーライフi グルグルの竜と時を盗む少女（アバター12、ココット）
- スーパーロボット大戦Y（南夢芽）

### ラジオドラマ
- 下町ロケット（2012年、佃利菜）
- いつかの宝石たち（2023年、NHKfmシアター）

### 吹き替え

#### 映画
- ウォルト・ディズニーのサンタクローズ3/クリスマス大決戦!（2006年）
- ゾディアック（2007年）
- ヘイト・ユー・ギブ（2019年、スター・カーター〈アマンドラ・ステンバーグ〉）
- サスペリア（2019年、パトリシア・ヒングル〈クロエ・グレース・モレッツ〉）
- VESPER／ヴェスパー（2024年、ヴェスパー〈ラフィエラ・チャップマン〉）

#### ドラマ
- イ・サン（2009年）
- 製パン王 キム・タック（2011年、ク・ジャリム）
- ファミリー・ブラッド（2018年、エイミー）
- 保健教師アン・ウニョン（2020年、ソン・アラ）

#### アニメ
- Call Star -ボクは本当にダメな星?-（2023年、彼女、わたげB、妻）
- 悪魔城ドラキュラ -キャッスルヴァニア-: 月夜のノクターン（2023年、マリア）

### デジタルコミック
- 好きな子がめがねを忘れた（2023年、三重あい[75]）
- ぼくの奥さんは魔法少女かもしれない（2023年、冬馬みく[76]）

### Webラジオ
- アニメDYNAZENON ラジオ よもゆめインパーフェクト（2021年、音泉）[77]
- takt op.Destiny 〜シンフォニカ ラジオ支部〜（2021年、音泉）[78]
- ハコラジ〜声優女子の逆襲〜（2022年、音泉）[79]
- ラジオどっとあい 若山詩音のアーティスティックに語らせて（2022年、AG-ON Premium、YouTube、超!A&G+）[80]
- リコリコラジオ（2022年 - 2023年、YouTube、音泉）[81]
- 好きめがラジオ（2023年、アニメ公式サイト、YouTube松竹アニメチャンネル）[82]
- 週刊ファルコムラジオ 8月（2023年、文化放送+radiko、Youtube）[83]
- AVIOTラジオwith声優アワード 若山詩音のAVIOTラジオwith声優アワード（2024年、超!A&G+）[84]
- a-FAN FAN 第4週 若山詩音♪たいがーとらい（2024年、USEN）[85]
- ダンダ談話室（2024年、Spotify、YoutubeMBSアニメ＆ドラマ）[86]

### テレビドラマ
- 利家とまつ〜加賀百万石物語〜（2002年、NHK） - 佐々なつ 役
- ほーむめーかー（2004年、TBS） - 西村美菜 役
- 血痕 警科研・湯川愛子の鑑定ファイル　(2004年8月30日、TBS)　- 湯川朋美（幼少期）役
- 怪談新耳袋 黒い男たち（2007年6月30日、BS-i） - 山本今日香（幼少期） 役
- 輪違屋糸里〜女たちの新選組〜（2007年9月9日・10日、TBS） - かむろ 役
- さすらいの弁護士 山岸晶（2010年7月24日） -鈴木奈緒 役
- 119エマージェンシーコール 第6話（2025年2月24日、フジテレビ） - 通報者の声[87]

### 舞台
- テイクフライト（2007年） - アメリア・エアハート（幼少期） 役

### 朗読劇
- 朗読劇『成瀬は天下を取りにいく』（2025年公演予定、成瀬あかり[88]）

### CM
- 京都アニメーション アニメCM「想像編」（2021年、あかり[89]）

### その他コンテンツ
- オーディオドラマ 令和版・夜のミステリー 心霊スポット（2020年、真鍋ゆり[90]）
- SSSS.DYNAZENON ボイスドラマ（2021年、南夢芽）
- Project COLD（2022年、西峰真央）
- 【ASMR】メイドと海辺の洋館〜Summer with the Maid〜（2023年、アメリア）
- 電撃文庫小説『勇者症候群』PV（2023年、シノハラ・カグヤ[91]）
- マッシュル-MASHLE- 16巻 発売記念PV （2023年、ナレーション[92]）
- 双星の天剣使い PV（2023年、張白玲[93]）
- リコリス・リコイル 千束＆たきなアラーム アプリ（2023年、井ノ上たきな）
- 清楚で可憐な彼女にかわいくメイクされちゃうASMR～めちゃくちゃかわいいよぉ♡～（2024年、橘みなる[94]）

## ディスコグラフィ

### キャラクターソング
| 発売日         | 商品名                                                                         | 歌 | 楽曲                                    | 備考                                                        |
| -------------- | ------------------------------------------------------------------------------ | --- | --------------------------------------- | ----------------------------------------------------------- |
| 2019年10月11日 | 空の青さを知る人よ オリジナルサウンドトラック                                  | 相生あおい（若山詩音）                                                                                           | 「あおいの弾き語り」 「Gandhara - Aoi」 | 劇場アニメ『空の青さを知る人よ』劇中歌                      |
| 2021年7月21日  | SSSS.DYNAZENON CHARACTER SONG.1                                                | 南夢芽（若山詩音）                                                                                               | 「夢現.GREEN DAYS」                     | テレビアニメ『SSSS.DYNAZENON』関連曲                        |
| 2022年4月27日  | 明日ちゃんのセーラー服 BD / DVD 第1巻完全生産限定版特典CD                      | 蠟梅学園中等部1年3組                                                                                             | 「はじまりのセツナ」                    | テレビアニメ『明日ちゃんのセーラー服』オープニングテーマ    |
| 2022年10月26日 | リコリス・リコイル BD / DVD第2巻特典CD                                         | 井ノ上たきな（若山詩音）                                                                                         | 「走れ正直者」                          | テレビアニメ『リコリス・リコイル』関連曲                    |
| 2023年1月25日  | リコリス・リコイル BD / DVD第5巻特典CD                                         | 錦木千束（安済知佳）、井ノ上たきな（若山詩音）                                                                   | 「これが私の生きる道」                  | テレビアニメ『リコリス・リコイル』関連曲                    |
| 2023年1月25日  | リコリス・リコイル BD / DVD第5巻特典CD                                         | 錦木千束（安済知佳）、井ノ上たきな（若山詩音）、中原ミズキ（小清水亜美）、クルミ（久野美咲）、ミカ（さかき孝輔） | 「学園天国」                            | テレビアニメ『リコリス・リコイル』関連曲                    |
| 2023年8月2日   | メガネゴーラウンド                                                             | マサヨシがめがねを忘れた                                                                                         | 「メガネゴーラウンド」                  | テレビアニメ『好きな子がめがねを忘れた』エンディングテーマ  |
| 2023年8月2日   | メガネゴーラウンド                                                             | マサヨシがめがねを忘れた                                                                                         | 「NAME」                                | テレビアニメ『好きな子がめがねを忘れた』関連曲              |
| 2023年8月2日   | メガネゴーラウンド 初回限定盤                                                  | 小村楓（伊藤昌弘）、三重あい（若山詩音）                                                                         | 「メガネゴーラウンド」                  | テレビアニメ『好きな子がめがねを忘れた』関連曲              |
| 2024年4月23日  | ツバサ                                                                         | ナナホシ（若山詩音）                                                                                             | 「ツバサ」                              | テレビアニメ『無職転生II ～異世界行ったら本気だす～』関連曲 |
| 2024年4月26日  | 未来に残るエトセトラ                                                           | 徳富泉（若山詩音）                                                                                               | 「未来に残るエトセトラ」                | テレビアニメ『ぽんのみち』関連曲                            |
| 2024年9月25日  | 負けヒロインが多すぎる！ マケイン応援！カバーソングコレクション                | 焼塩檸檬（若山詩音）                                                                                             | 「CRAZY FOR YOU」                       | テレビアニメ『負けヒロインが多すぎる！』エンディングテーマ  |
| 2024年9月25日  | 負けヒロインが多すぎる！ マケイン応援！カバーソングコレクション                | 焼塩檸檬（若山詩音）                                                                                             | 「BREEEEZE GIRL」                       | テレビアニメ『負けヒロインが多すぎる！』関連曲              |
| 2024年9月25日  | 負けヒロインが多すぎる！ マケイン応援！カバーソングコレクション                | 八奈見杏菜（遠野ひかる）、焼塩檸檬（若山詩音）、小鞠知花（寺澤百花）                                             | 「最上級にかわいいの!」                 | テレビアニメ『負けヒロインが多すぎる！』関連曲              |
| 2024年11月20日 | TVアニメ「甘神さんちの縁結び」キャラクターソングミニアルバム「君に恋を結んで」 | 甘神三姉妹 | 「君に恋を結んで」                      | テレビアニメ『甘神さんちの縁結び』エンディングテーマ        |
| 2024年11月20日 | TVアニメ「甘神さんちの縁結び」キャラクターソングミニアルバム「君に恋を結んで」 | 甘神三姉妹 | 「桜のかくしごと」                      | ラジオ『甘神さんちの縁結び 猫と紡ぐラジオ』テーマソング     |
| 2024年11月20日 | TVアニメ「甘神さんちの縁結び」キャラクターソングミニアルバム「君に恋を結んで」 | 甘神朝姫（若山詩音）                                                                                             | 「朝姫は朝だけ姫気分♡」                 | テレビアニメ『甘神さんちの縁結び』関連曲                    |
| 2025年3月19日  | TVアニメ「甘神さんちの縁結び」キャラクターソングミニアルバム「Pray Pray Pray」 | 甘神三姉妹 | 「Pray Pray Pray」                      | テレビアニメ『甘神さんちの縁結び』オープニングテーマ        |
| 2025年3月19日  | TVアニメ「甘神さんちの縁結び」キャラクターソングミニアルバム「Pray Pray Pray」 | 甘神三姉妹 | 「夢見る日和」                          | ラジオ『甘神さんちの縁結び 猫と紡ぐラジオ』テーマソング     |
| 2025年3月19日  | TVアニメ「甘神さんちの縁結び」キャラクターソングミニアルバム「Pray Pray Pray」 | 甘神朝姫（若山詩音）                                                                                             | 「7月のまぼろし」                       | テレビアニメ『甘神さんちの縁結び』関連曲                    |